# Campeonato Mundial de Piragüismo en Maratón de 1996
El V Campeonato Mundial de Piragüismo en Maratón se celebró en Vaxholm (Suecia) entre el 24 y el 25 de agosto de 1996 bajo la organización de la Federación Internacional de Piragüismo (ICF).

## Resultados

### Masculino
| Evento | Oro                                                | Plata                                                | Bronce                                                                         |
| ------ | -------------------------------------------------- | ---------------------------------------------------- | ------------------------------------------------------------------------------ |
| C1     | Arne Nielsson Dinamarca 2:58:42,870                | Carsten Scales Dinamarca 3:00:55,870                 | Pal Petervari · Hungría · 3:01:23,050                                          |
| C2     | Stephen Train Andrew Train Reino Unido 2:44:43,810 | Istvan Gyulai · Zsolt Bohács · Hungría · 2:50:19,120 | Pedro Areal · Bienvenido Pérez Dacosta · España · 2:51:21,010                  |
| K1     | Chadleigh Meek Australia 2:36:19,390               | Gary Mawer Irlanda 2:36:19,780                       | Rui Cancio Portugal 2:36:20,080                                                |
| K2     | Ivan Lawler Steven Harris Reino Unido 2:29:02,360  | Magnus Skoldback · Tim Krantz · Suecia · 2:29:03,380 | Jesús Martínez Villaverde · Roberto Martínez Villaverde · España · 2:29:03,710 |

### Femenino
| Evento | Oro                                                       | Plata                                                   | Bronce                                           |
| ------ | --------------------------------------------------------- | ------------------------------------------------------- | ------------------------------------------------ |
| K1     | Susanne Gunarsson · Suecia · 2:51:50,470                  | Anna Hemmings Reino Unido 2:51:51,440                   | Nicole Bulk · Países Bajos · 2:54:14,060         |
| K2     | Susanne Rosenqvist · Maria Haglund · Suecia · 2:40:04,610 | Anett Schuck · Ramona Portwich · Alemania · 2:40:17,300 | Andrea Biro Agnes Erdodi Reino Unido 2:40:55,040 |

## Medallero
| Núm. | País         | Oro | Plata | Bronce | Total |
| ---- | ------------ | --- | ----- | ------ | ----- |
| 1    | Suecia       | 2   | 1     | 0      | 3     |
| 1    | Reino Unido  | 2   | 1     | 0      | 3     |
| 3    | Dinamarca    | 1   | 1     | 0      | 2     |
| 4    | Australia    | 1   | 0     | 0      | 1     |
| 5    | Hungría      | 0   | 1     | 2      | 3     |
| 6    | Alemania     | 0   | 1     | 0      | 1     |
| 6    | Irlanda      | 0   | 1     | 0      | 1     |
| 8    | España       | 0   | 0     | 2      | 2     |
| 9    | Portugal     | 0   | 0     | 1      | 1     |
| 9    | Países Bajos | 0   | 0     | 1      | 1     |
|      | TOTAL        | 6   | 6     | 6      | 18    |